# ジョン・ウィンバー
ジョン・リチャード・ウィンバー（John Richard Wimber, 1934年2月25日 - 1997年11月17日) は聖霊派の牧師で、ウィンヤード・ムーヴメントの創始者の一人。 

## 生涯と活動
ウィンバーはミズーリ州の、カークスヴィレで無宗教の家族に生まれ育った。しかし、1963年に福音主義的キリスト教に回心した。彼は、パラモーア楽団のキーボード奏者だった。
数年間彼は、カリフォルニアのヨーバ・リンダクェーカーの教会に出席した。 その期間は、彼は数百人の人々をキリスト教へ回心に導いた。1970年までに、500人以上の人が含まれる、11の聖書研究を導いた。 
1974年彼は、フラー神学校の教会成長学部の創設学部長になった。1978年まで、彼は学部を指導した。教会は、カリスマ運動の信仰を持つようになった。それは、グループが所属していたクェーカーの教会の分裂が原因である。
ウィンバーはこの新しい教会を牧会して、後に1977年から1994年まで、アナヘイム・ヴィンヤード・クリスチャン・フェローシップとして知られる教会として知られるようになった。 カルバリー・チャペルに最初所属していたが、主に、霊的賜物の訓練の点で、カルバリー・チャペルのリーダーシップとの違いを持つようになった。 その結果、ヴィンヤード・クリスチャン・フェローシップとして知られるケン・ガリクソンによって始められた小さいグループに参加するために、カルバリー・チャペルを離れた。

## 著書
- 「力の伝道」、暁書房
- 「力のいやし」